# Samuel W. Alderson
Samuel W. Alderson (Cleveland, 21 de outubro de 1914 — Marina del Rey, 11 de fevereiro de 2005) foi um inventor estadunidense. É conhecido por seu desenvolvimento dos bonecos de teste de impacto.
Estudou na Universidade da Califórnia em Berkeley, tutelado por Robert Oppenheimer e Ernest Lawrence, porém não completou seu doutorado.
Alderson morreu em sua casa em Marina del Rey, vitimado por complicações de uma mielofibrose idiopática.